# Listeria
Listèria è un genere di batteri che comprende sei specie. Deve il nome al medico britannico Joseph Lister. 
Questi batteri attaccano principalmente il sistema immunitario e sono ampiamente distribuiti nell'ambiente, potendo contaminare alimenti, come latte e i suoi derivati.
Sono positivi alla colorazione di Gram, asporigeni, privi di capsula e mobili per la presenza di flagelli peritrichi; sono positivi al test della catalasi e negativi a quello della ossidasi. Crescono su terreni ricchi, come l'agar-sangue, l'agar Oxford-listeria, l'agar Ottaviani&Agosti.
La specie più nota è la Listeria monocytogenes, reponsabile della Listeriosi nell'uomo.